# Centris lyngbyei
Centris lyngbyei är en biart som beskrevs av Jensen-haarup 1908. Centris lyngbyei ingår i släktet Centris och familjen långtungebin. Inga underarter finns listade.